# Sonjé
 (janvier 2018).
Si vous disposez d'ouvrages ou d'articles de référence ou si vous connaissez des sites web de qualité traitant du thème abordé ici, merci de compléter l'article en donnant les références utiles à sa vérifiabilité et en les liant à la section « Notes et références ».
Albums de Kassav'
30 ans : Live au Stade de France
(2009)
Sonjé est le seizième album du groupe antillais Kassav' sorti en 2013. Cet album est un hommage à Patrick Saint-Éloi

## Pistes
1. Lakansiel
2. Pié-mwen
3. Tinayis
4. Mi lim
5. Mari mani mélé
6. Ba mwen fos
7. Sonjé PSE
8. Misik fini
9. Péyi a bel
10. Hélé
11. Pa lagé mwen
12. Avè on si

## Musiciens
- Chant lead et Chœurs : Jocelyne Béroard et Jean-Philippe Marthély

- Guitares/chant et chœurs : Jacob Desvarieux

- Claviers/chant et chœurs : Jean-Claude Naimro

- Bass/Chœurs: Georges Décimus

- Guitares : Christian Louiset et Ralph Condé (titre 6), Ralph Lavital (titres 7 et 12), Slim Pezin (titres 3 et 5) et Toby May (titre 5)

- Batteries : Jean-Philippe Fanfant et Thomas Bellon

- Percussions : Patrick Saint-Elie et Miki Télèphe

- Claviers : Philippe Joseph

- Chœurs: Axel Vitalien (titre 2), Claudine Pennont, Marie-Céline Chroné, Cindy Marthély et Patrick Pennont

- Saxophones : Claude Pironneau, John Antoine (titre 4) et Sandy Gabriel (titre 10)

- Trompettes: Fabrice Adam, Freddy Hovsepian et Kaky Ruiz (titre 10)

- Trombone : Hamid Belhocine et Sylvio Trinidad (titre 10)

- Violons et altos : Christophe Briquet, Lise Orivel, Vincent Debruyne, Anne Gravoin, Angélique Loyer, David Braccini, Kareen Brunon et Marianne Lagarde

## Certification
| Région                                                                                                 | Certification | Ventes/Streams |
| --- | ------------- | -------------- |
| France (UPFI)                                                                                          | Or            | 100 000        |
| *Ventes selon la certification ^Mise en rayon selon la certification xNon précisé par la certification |               |                |